# Pseudobombax grandiflorum
Pseudobombax grandiflorum är en malvaväxtart som först beskrevs av Antonio José Cavanilles, och fick sitt nu gällande namn av André Georges Marie Walter Albert Robyns. Pseudobombax grandiflorum ingår i släktet Pseudobombax och familjen malvaväxter. Utöver nominatformen finns också underarten P. g. majus.

## Bildgalleri

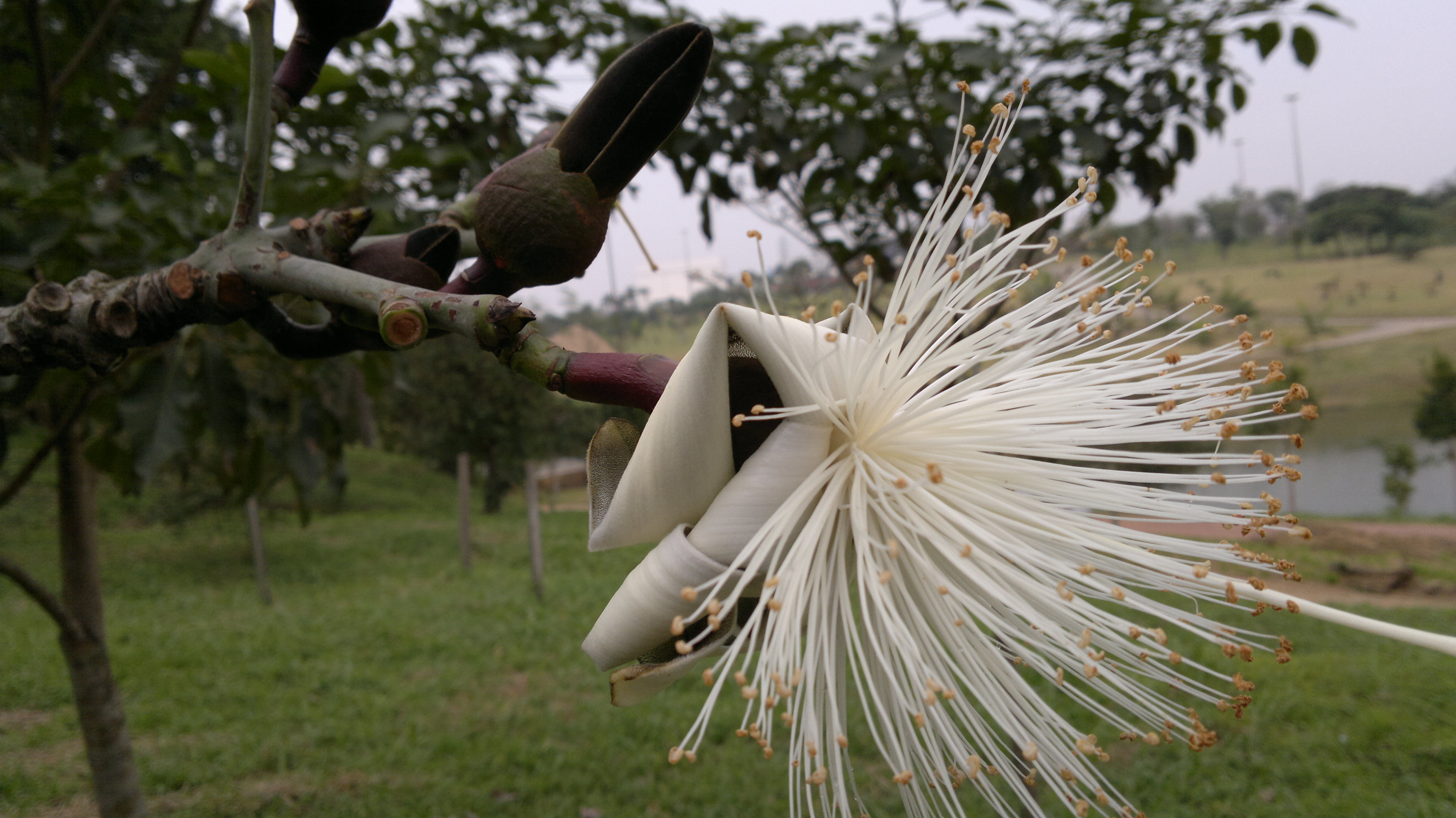
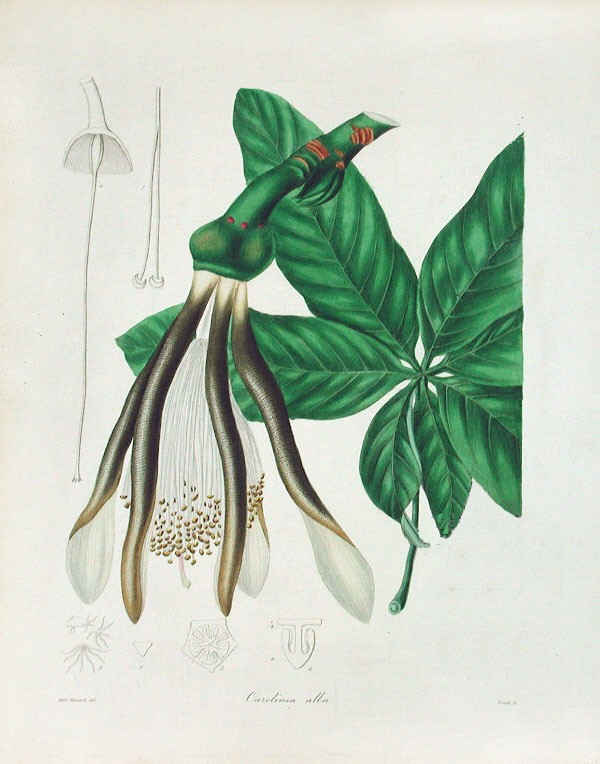